# Chinnasalem
Chinnasalem é uma panchayat (vila) no distrito de Viluppuram , no estado indiano de Tamil Nadu.

## Demografia
Segundo o censo de 2001,  Chinnasalem  tinha uma população de 19,519 habitantes. Os indivíduos do sexo masculino constituem 50% da população e os do sexo feminino 50%. Chinnasalem tem uma taxa de literacia de 69%, superior à média nacional de 59.5%; a literacia no sexo masculino é de 78% e no sexo feminino é de 60%. 11% da população está abaixo dos 6 anos de idade.